# 錢偉洛
錢偉洛（1984年10月19日－），綽號鹵味男，暱稱Lak Lak，現任普羅政治學苑成員，網台MyRadio主持。曾為香港政党社會民主連線、人民力量的成员，因为在香港电台节目城市论坛炮轰建制派议员而出名。曾與任亮憲向社民连主席陶君行提出倒閣動議，但被否決。曾任前香港立法會議員黃毓民的議員助理。
錢偉洛曾參選2011年香港區議會選舉李鄭屋選區，結果得686票，未能當選。

## 外部連結
- 錢偉洛個人Facebook[永久]